# Cayaponia ferruginea
Cayaponia ferruginea är en gurkväxtart som beskrevs av Gomes-klein. Cayaponia ferruginea ingår i släktet Cayaponia och familjen gurkväxter. Inga underarter finns listade i Catalogue of Life.